# Philadelphia Firebirds
I Philadelphia Firebirds  sono stati una squadra di hockey su ghiaccio dell'American Hockey League con sede nella città di Filadelfia, nello stato della Pennsylvania. Nati nel 1974 come formazione della NAHL si sono sciolti nel 1980 dopo una stagione trascorsa con il nome di Syracuse Firebirds.

## Storia
Dal 1974 al 1977 i Firebirds militarono nella North American Hockey League conquistando il titolo della Lockhart Cup nel 1976. Nel 1977 la NAHL si sciolse e i Firebirds, insieme ai Broome Dusters e agli Erie Blades, si unirono alla American Hockey League, lega a quell'epoca in grossa difficoltà per la mancanza di formazioni iscritte. Nel corso delle stagioni la squadra collaborò con diverse franchigie della National Hockey League fungendo da farm team. Dopo due stagioni a Philadelphia nel 1979 la squadra si spostò a Syracuse dove disputò l'ultima stagione della propria storia con il nome di Syracuse Firebirds.

### Affiliazioni
Nel corso della loro storia i Philadelphia/Syracuse Firebirds sono stati affiliati alle seguenti franchigie della National Hockey League:
- Philadelphia Flyers: (1974-1977)
- Washington Capitals: (1974-1977)
- Atlanta Flames: (1976-1977)
- Colorado Rockies: (1978-1979)
- Pittsburgh Penguins: (1979-1980)
- Quebec Nordiques: (1979-1980)

## Record stagione per stagione
| Stagione                      | Division | Gare | V  | S  | P  | Punti | GF  | GS  | Piazzamento | Play-off                                                                                   |
| ----------------------------- | -------- | ---- | -- | -- | -- | ----- | --- | --- | ----------- | ------------------------------------------------------------------------------------------ |
| Philadelphia Firebirds (NAHL) |          |      |    |    |    |       |     |     |             |                                                                                            |
| 1974-75                       | NAHL     | 74   | 40 | 31 | 3  | 83    | 311 | 288 | 2°          | perde 1º turno (Long Island) 1-3                                                           |
| 1975-76                       | West     | 74   | 45 | 29 | 0  | 90    | 373 | 319 | 2°          | vince 1º turno (Erie) 3-2 vince semifinali (Johnstown) 4-2 vince Lockhart Cup (Beauce) 4-2 |
| 1976-77                       | NAHL     | 74   | 38 | 33 | 3  | 79    | 319 | 294 | 4°          | perde 1º turno (Erie) 1-3                                                                  |
| Philadelphia Firebirds (AHL)  |          |      |    |    |    |       |     |     |             |                                                                                            |
| 1977-78                       | South    | 81   | 35 | 35 | 11 | 81    | 294 | 290 | 3°          | perde 1º turno (New Haven) 1-3                                                             |
| 1978-79                       | South    | 80   | 23 | 49 | 8  | 54    | 230 | 347 | 5°          |                                                                                            |
| Syracuse Firebirds            |          |      |    |    |    |       |     |     |             |                                                                                            |
| 1979-80                       | South    | 80   | 31 | 42 | 7  | 69    | 303 | 364 | 3°          | perde 1º turno (Hershey) 0-4                                                               |

## Record della franchigia

### Singola stagione
Gol: 65  Gord Brooks (1976-77)
Assist: 85  Bob Collyard (1976-77)
Punti: 129  Bob Collyard (1975-76)
Minuti di penalità: 158  Mark Bousquet (1975-76)

### Carriera
Gol: 189  Gord Brooks
Assist: 327  Bob Collyard
Punti: 494  Bob Collyard
Minuti di penalità: 408  Mark Bousquet
Partite giocate: 364  Bob Collyard

## Palmarès

### Premi di squadra
- Lockhart Cup: 1

1975-1976